# Юнацька збірна Австрії з футболу (U-17)
Юнацька збірна Австрії з футболу (U-17) — національна футбольна збірна Австрії, що складається із гравців віком до 17 років. Керівництво командою здійснює Австрійський футбольний союз. До зміни формату юнацьких чемпіонатів Європи у 2001 році функціонувала як збірна до 16 років.
Головним континентальним турніром для команди є Юнацький чемпіонат Європи з футболу (U-17), успішний виступ на якому дозволяє отримати путівку на Чемпіонат світу (U-17). Також може брати участь у товариських і регіональних змаганнях.

## Виступи на міжнародних турнірах

### Чемпіонат світу (U-16/17)
| Рік          | Результат          | І                  | В                  | Н                  | П                  | Г+                 | Г-                 | РГ                 |                    |
| ------------ | ------------------ | ------------------ | ------------------ | ------------------ | ------------------ | ------------------ | ------------------ | ------------------ | ------------------ |
| 1985 до 1995 | не кваліфікувалася | не кваліфікувалася | не кваліфікувалася | не кваліфікувалася | не кваліфікувалася | не кваліфікувалася | не кваліфікувалася | не кваліфікувалася | не кваліфікувалася |
| 1997         | груповий етап      | 3                  | 0                  | 0                  | 3                  | 1                  | 14                 | −13                |                    |
| 1999 до 2011 | не кваліфікувалася | не кваліфікувалася | не кваліфікувалася | не кваліфікувалася | не кваліфікувалася | не кваліфікувалася | не кваліфікувалася | не кваліфікувалася | не кваліфікувалася |
| 2013         | груповий етап      | 3                  | 0                  | 1                  | 2                  | 4                  | 6                  | −2                 |                    |
| 2015 до 2019 | не кваліфікувалася | не кваліфікувалася | не кваліфікувалася | не кваліфікувалася | не кваліфікувалася | не кваліфікувалася | не кваліфікувалася | не кваліфікувалася | не кваліфікувалася |
| 2021         | не визначено       | не визначено       | не визначено       | не визначено       | не визначено       | не визначено       | не визначено       | не визначено       | не визначено       |
| Усього       | Група stage        | 6                  | 0                  | 1                  | 5                  | 5                  | 20                 | −15                |                    |

### Юнацький чемпіонат Європи (U-17)
| Рік          | Результат          | І                  | В                  | Н                  | П                  | Г+                 | Г-                 | РГ                 |                    |
| ------------ | ------------------ | ------------------ | ------------------ | ------------------ | ------------------ | ------------------ | ------------------ | ------------------ | ------------------ |
| 2002         | не кваліфікувалася | не кваліфікувалася | не кваліфікувалася | не кваліфікувалася | не кваліфікувалася | не кваліфікувалася | не кваліфікувалася | не кваліфікувалася | не кваліфікувалася |
| 2003         | третє місце        | 5                  | 3                  | 0                  | 2                  | 6                  | 6                  | 0                  |                    |
| 2004         | груповий етап      | 3                  | 1                  | 1                  | 1                  | 2                  | 2                  | 0                  |                    |
| 2005 до 2012 | не кваліфікувалася | не кваліфікувалася | не кваліфікувалася | не кваліфікувалася | не кваліфікувалася | не кваліфікувалася | не кваліфікувалася | не кваліфікувалася | не кваліфікувалася |
| 2013         | груповий етап      | 3                  | 1                  | 1                  | 1                  | 3                  | 3                  | 0                  |                    |
| 2014         | не кваліфікувалася | не кваліфікувалася | не кваліфікувалася | не кваліфікувалася | не кваліфікувалася | не кваліфікувалася | не кваліфікувалася | не кваліфікувалася | не кваліфікувалася |
| 2015         | груповий етап      | 3                  | 0                  | 2                  | 1                  | 2                  | 3                  | −1                 |                    |
| 2016         | чвертьфінали       | 4                  | 2                  | 0                  | 2                  | 4                  | 9                  | −5                 |                    |
| 2017         | не кваліфікувалася | не кваліфікувалася | не кваліфікувалася | не кваліфікувалася | не кваліфікувалася | не кваліфікувалася | не кваліфікувалася | не кваліфікувалася | не кваліфікувалася |
| 2018         | не визначено       |                    |                    |                    |                    |                    |                    |                    |                    |
| Усього       | третє місце        | 18                 | 7                  | 4                  | 7                  | 17                 | 23                 | −6                 |                    |